# Cryphia centralis
Cryphia centralis là một loài bướm đêm trong họ Noctuidae.